# Tre Gavlar
Tre Gavlar (engelska: The Adventure of the Three Gables) är en av Sir Arthur Conan Doyles 56 noveller om detektiven Sherlock Holmes. Novellen publicerades ursprungligen i The Strand Magazine och återfinns i novellsamlingen The Case-Book of Sherlock Holmes. 

## Handling
I huset "Tre Gavlar" har ett inbrott skett. Sherlock Holmes är dock övertygad om att det inte är ett vanligt inbrott. 

## Filmatisering
Novellen filmatiserades på 1990-talet med Jeremy Brett i huvudrollen.